# Mas del Rosari (metropolitana di Valencia)
Mas del Rosari è una stazione della linea 4 della metropolitana di Valencia, inaugurata il 23 settembre 2005. Si trova nel quartiere di La Coma, nel comune di Paterna, ed è una delle sorgenti della linea. Ha un anello attraverso il quale i tram girano in direzione di Doctor Lluch.
La stazione fa parte del ramo che collega le stazioni di TVV e Mas del Rosari, attraverso il Parco della Scienza.